# Okrug Bytča
Okrug Bytča (slovački: Okres Bytča) nalazi se u sjevernoj Slovačkoj u Žilinskome kraju . 2024., u okrugu živi 31 444 stanovnika, dok je gustoća naseljenosti 111,69 stan/km². Ukupna površina okruga je 281,51 km². Glavni grad okruga Bytča je istoimeni grad Bytča s 11 634 stanovnika.

## Stanovništvo
| Godina:     | 1994.  | 2004.   | 2014.   | 2024.   |
| ----------- | ------ | ------- | ------- | ------- |
| Broj ljudi: | 30 159 | 30 879  | 30 682  | 31 444  |
| Razlika:    |        | +2,38 % | −0,63 % | +2,48 % |

| Godina:     | 2023.  | 2024.   |
| ----------- | ------ | ------- |
| Broj ljudi: | 31 308 | 31 444  |
| Razlika:    |        | +0,43 % |

## Gradovi
- Bytča

## Općine
| - Hlboké nad Váhom - Hvozdnica - Jablonové - Kolárovice | - Kotešová - Maršová-Rašov - Petrovice - Predmier | - Súľov-Hradná - Štiavnik - Veľké Rovné |

## Vanjske poveznice
- Informacije o okrugu Bytča  Arhivirana inačica izvorne stranice od 22. rujna 2007. (Wayback Machine)

### Ostali projekti
|  | Zajednički poslužitelj ima još gradiva o temi Bytča |